# Somogysimonyi, Somogy
Somogysimonyi  este un sat în districtul Marcal, județul Somogy, Ungaria, având o populație de 73 de locuitori (2011). 

## Demografie
Componența etnică a satului Somogysimonyi
     Maghiari (81,93%)
     Germani (18,07%)
Componența confesională a satului Somogysimonyi
     Romano-catolici (80,82%)
     Fără religie (8,22%)
     Luterani (6,85%)
     Necunoscută (4,11%)
Conform recensământului din 2011, satul Somogysimonyi avea 73 de locuitori. Din punct de vedere etnic, majoritatea locuitorilor (81,93%) erau maghiari, cu o minoritate de germani (18,07%).  Din punct de vedere confesional, majoritatea locuitorilor (80,82%) erau romano-catolici, existând și minorități de persoane fără religie (8,22%) și luterani (6,85%). Pentru 4,11% din locuitori nu este cunoscută apartenența confesională.